# Art als Jocs Olímpics d'Estiu de 1928

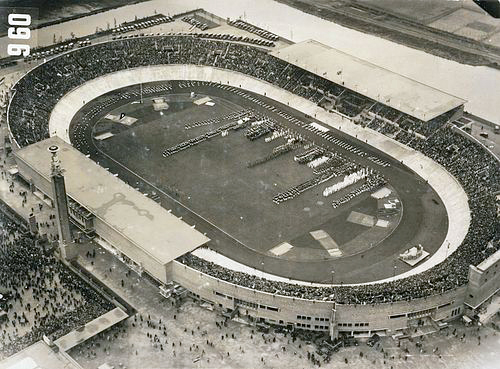
Jan Wils guanyà la medalla d'or de disseny arquitectònic per la construcció de l'Estadi Olímpic.

Als Jocs Olímpics d'Estiu de 1928 celebrats a la ciutat d'Amsterdam (Països Baixos) es disputaren cinc competicions d'art. Es van concedir medalles en cinc categories (arquitectura, literatura, música, pintura i escultura) per a obres inspirades en l'esport olímpic.
Les competicions d'art formaren part del programa olímpic entre 1912 i 1948, moment en el qual es van suspendre per problemes sobre la seva professionalitat. A partir de 1952, a l'entorn dels Jocs Olímpics, s'associà un entorn no competitiu de festival cultural i artístic.

## Resum de medalles

### Arquitectura
| Prova                    | Or                                  | Argent                                              | Bronze                                  |
| Disseny arquitectònic    | Jan Wils · Olympisch Stadion        | Ejnar Mindedal Rasmussen · Swimming pool at Ollerup | Jacques Lambert · Stadium at Versailles |
| Planificació urbanística | Adolf Hensel · Stadium at Nuremberg | Jacques Lambert · Stadium at Versailles             | Max Laeuger · Municipal Park at Hamburg |

### Literatura
| Prova          | Or                                             | Argent                                                 | Bronze                                                       |
| Obra lírica    | Kazimierz Wierzyński · "Laur Olimpijski"       | Rudolf G. Binding · "Reitvorschrift für eine Geliebte" | Johannes Weltzer · "Symphonia Heroica"                       |
| Obra dramàtica | No es concedí                                  | Lauro De Bosis · "Icarus"                              | No es concedí                                                |
| Obra èpica     | Ferenc Mező · "L'histoire des Jeux Olympiques" | Ernst Weiß · "Boetius von Orlamünde"                   | Carel Scharten i · Margo Scharten · "De Nar uit de Maremmen" |

### Música
| Prova                        | Or            | Argent        | Bronze                                     |
| Cançó                        | No es concedí | No es concedí | No es concedí                              |
| Composició per un instrument | No es concedí | No es concedí | No es concedí                              |
| Composició per orquestra     | No es concedí | No es concedí | Rudolph Simonsen · "Symphony No. 2 Hellas" |

### Pintura
| Prova        | Or                                                | Argent                                 | Bronze                        |
| Pintura      | Isaac Israëls · "Cavalier Rouge"                  | Laura Knight · "Boxeurs"               | Walther Klemm · "Patinage"    |
| Dibuixos     | Jean Jacoby · "Rugby"                             | Alexandre Virot · "Gestes de Football" | Władysław Skoczylas · Posters |
| Obra gràfica | William Nicholson · "Un Almanach de douze Sports" | Carl Moos · Posters                    | Max Feldbauer · "Mailcoach"   |

### Escultura
| Prova              | Or                          | Argent                                                 | Bronze                         |
| Estàtua            | Paul Landowski · "Boxeur"   | Milo Martin · "Athlète au repos"                       | Renée Sintenis · "Footballeur" |
| Relleus i medalles | Edwin Grienauer · Médailles | Chris van der Hoef · Médaille pour les Jeux Olympiques | Edwin Scharff · Plaquette      |

## Medaller
En el seu moment es concediren medalles als artistes que participaren en la competició i resultaren vencedors, sent però no reconegudes actualment pel Comitè Olímpic Internacional.
| Posició | País          | Or | Argent | Bronze | Total |
| 1       | Països Baixos | 2  | 1      | 1      | 4     |
| 2       | Alemanya      | 1  | 2      | 5      | 8     |
| 3       | França        | 1  | 2      | 1      | 4     |
| 4       | Regne Unit    | 1  | 1      | 0      | 2     |
| 5       | Polònia       | 1  | 0      | 1      | 2     |
| 6       | Àustria       | 1  | 0      | 0      | 1     |
| 6       | Hongria       | 1  | 0      | 0      | 1     |
| 6       | Luxemburg     | 1  | 0      | 0      | 1     |
| 9       | Suïssa        | 0  | 2      | 0      | 2     |
| 10      | Dinamarca     | 0  | 1      | 2      | 3     |
| 11      | Itàlia        | 0  | 1      | 0      | 1     |